# Croatia Records
Croatia Records est le principal label discographique en Croatie, basé à Dubrava à Zagreb.